# Język maranunggu
Język maranunggu, także: emmi, merranunggu, warrgat – prawie wymarły język Aborygenów z Terytorium Północnego, należący do języków wagaydy.
Na początku lat 80. XX wieku szacowano, że ok. 15 osób posługiwało się tym językiem.